# Єлабузький район
Єлабузький район (рос. Елабужский район, тат. Alabuğa rayonı, Алабуга́ районы́) — муніципальний район у складі Республіки Татарстан Російської Федерації.
Адміністративний центр — місто Єлабуга.

## Адміністративний устрій
До складу району входять одне міське (м. Єлабуга) та 17 сільських поселень:
1. Альмет'євське сільське поселення
2. Бехтеревське сільське поселення
3. Великоєловське сільське поселення
4. Великокачкинське сільське поселення
5. Великошурняцьке сільське поселення
6. Костенеєвське сільське поселення
7. Лєкаревське сільське поселення
8. Малорєчинське сільське поселення
9. Мортовське сільське поселення
10. Мурзихінське сільське поселення
11. Покровське сільське поселення
12. Поспєловське сільське поселення
13. Старокуклюцьке сільське поселення
14. Староюраське сільське поселення
15. Танайське сільське поселення
16. Татарське Дюм-Дюмське сільське поселення
17. Яковлєвське сільське поселення